# Mala sela, Litija
Mala sela so naselje v Občini Litija.